# Emos vs. Punks

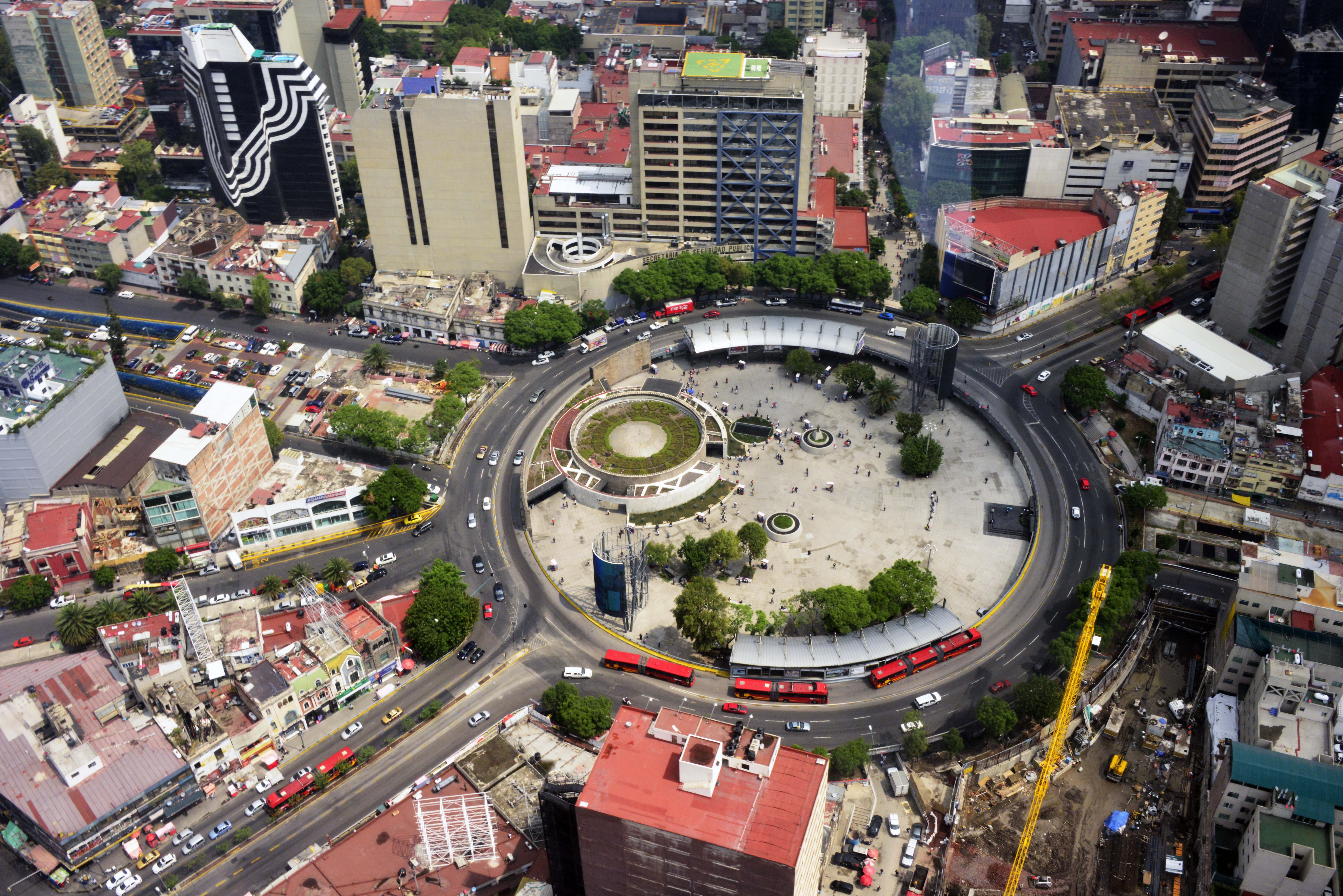
Vista aérea de la rotonda en Glorieta de los Insurgentes, lugar donde ocurrió el enfrentamiento más recordado entre emos y antiemos.

Emos vs. Punks fueron múltiples enfrentamientos ocurridos en México que involucraba a miembros de la subcultura emo y a grupos anti-emo (principalmente punks) en 2008.
Los enfrentamientos entre dichas subculturas se debe en mayor medida al estigma y rechazo que los emos enfrentaban en sociedades conservadoras como la mexicana, donde han sido blanco de reacciones violentas, que incluían ataques físicos.

## Subculturas en México

### Emos
La subcultura emo llegó a México alrededor del año 2001. Los servicios de redes sociales, como MySpace, hi5 y MetroFLOG, estaban aumentando su popularidad entre adolescentes y adultos jóvenes. Musicalmente, grupos de rock como My Chemical Romance, Paramore, Fall Out Boy, Panda, Delux y Kudai surgieron o se hicieron populares. Sus letras hablaban de emociones, lo que difiere de las canciones punk, cuyas letras hablan de oposición política o social. Su moda incluía estilos de ropa andróginos, como jeans ajustados, maquillaje y el peinado emo, cuyo flequillo cubre un ojo. Con el tiempo, la moda emo se generalizó y los grupos aislados se convirtieron en la corriente principal. Algunos miembros se reunían en el Tianguis Cultural del Chopo , un mercado de pulgas callejero en la Ciudad de México donde miembros de varias subculturas se reúnen tanto para ventas como para eventos culturales. Estos incluían punks, góticos, metaleros, skinheads, entre otros.

### Grupos anti-emos
La gente se oponía a la subcultura emo, percibiéndola como una parodia de sus respectivas identidades. Consideraban a los emos superficiales y depresivos, adoptando el estilo simplemente por moda. Kristoff Raczyñski, presentador de un programa en Telehit, calificó la subcultura como un movimiento para «niñas de 15 años», y agregó: «No hay un movimiento aquí. No hay una forma unificada de pensar, no hay músicos. Han confundido el hard rock, el punk y el screamo, y han agrupado todas las ideas de estas escenas, solo para darle significado a su estúpido movimiento de mierda».
Los emos eran constantemente acosados en el mercado El Chopo, por lo que se mudaron a la Glorieta de los Insurgentes, una rotonda a lo largo de la Avenida de los Insurgentes, en el club clandestino Los Sillones, que los punks percibían como una forma de propagación. Los grupos anti-emo surgieron en el país y las tensiones aumentaron entre los punks y los metaleros, que veían a los emos como una amenaza a sus códigos y valores. Fernanda Guzmán dijo en NPR que los estereotipos que rodean el comportamiento emocional y la moda podrían haber contribuido a una cultura de acoso en algunos sectores de la sociedad, principalmente porque los emos eran vistos como afeminados. Esta percepción entraba en conflicto con la cultura generalizada de machismo y homofobia en México, en contraste con los punks y metaleros, que eran vistos como más masculinos. El sentimiento anti-emos se volvió más agresivo, con incidentes de emos a los que les cortaban las bolsas y al adoptar el lema Haz patria y mata a un emo. Surgieron grupos antiemo en línea, entre ellos el Movimiento Anti Emosexual y el Anti Emo Death Squad, este último alojado en Last.fm.

## Enfrentamientos
El 7 de marzo de 2008, unas 800 personas se congregaron en la ciudad de Querétaro para atacar a los emos. El movimiento, impulsado por grupos en línea y cadenas de correo electrónico, se dirigía a quienes detestaban la imagen y actitud emo. El grupo agredió a tres adolescentes en una plaza de la ciudad, quienes recibieron puñetazos y patadas. La policía arrestó a 28 personas.
La semana siguiente, en la tarde del 16 de marzo, grupos anti-emos se congregaron en la Glorieta de los Insurgentes para atacar a los emos en Los Sillones. Ambos grupos intercambiaron enfrentamientos verbales, pero pronto escalaron a golpes con cinturones. La policía municipal intervino para separarlos, pero pocas horas después, la pelea se reanudó. Solo se calmó cuando miembros del movimiento Hare Krishna, quienes cantaban regularmente en la rotonda los sábados, invitaron a ambos grupos a cantar con ellos.
En Tijuana, se advirtió a los emos que no asistieran a la feria de la ciudad el mes siguiente. En abril de 2009, emos y anti-emos se enfrentaron en Tampico.

## Consecuencias y legado
Grupos emo se manifestaron en varias ciudades para exigir respeto. En la Ciudad de México, intentaron entrar al mercado El Chopo, pero los anti-emos se lo impidieron. En los años siguientes, la escena emo decayó, y esto se atribuyó a que los adolescentes crecían o se integraban con otras subculturas mientras buscaban su identidad.
Los incidentes fueron referenciados en un episodio del programa La rosa de Guadalupe. En 2025, 17 años después del conflicto en la Glorieta de los Insurgentes, se realizó una marcha pacífica que concluyó en la glorieta, donde se realizó un simulacro de pelea callejera pacífica.